# Simón Bolívar International Airport
Simón Bolívar International Airport är en flygplats i Colombia.   Den ligger i departementet Magdalena, i den norra delen av landet, 700 km norr om huvudstaden Bogotá. Simón Bolívar International Airport ligger 6 meter över havet.
Terrängen runt Simón Bolívar International Airport är varierad. Havet är nära Simón Bolívar International Airport åt sydväst. Runt Simón Bolívar International Airport är det ganska tätbefolkat, med 96 invånare per kvadratkilometer. Närmaste större samhälle är Santa Marta, 13,9 km norr om Simón Bolívar International Airport. I omgivningarna runt Simón Bolívar International Airport växer huvudsakligen savannskog.